# Liste der Resolutionen des UN-Sicherheitsrates (1968)
Diese Liste der Resolutionen des UN-Sicherheitsrates nennt die 18 vom Sicherheitsrat der Vereinten Nationen im Jahr 1968 verabschiedeten Resolutionen.
| Nummer | Beschluss vom | Gegenstand                                                              | Mission |
| ------ | ------------- | ----------------------------------------------------------------------- | ------- |
| 245    | 25. Januar    | Situation in Südwestafrika                                              |         |
| 246    | 14. März      | Situation in Südwestafrika                                              |         |
| 247    | 18. März      | Situation auf Zypern                                                    | UNFICYP |
| 248    | 24. März      | Situation im Nahen Osten                                                |         |
| 249    | 18. April     | Aufnahme von Mauritius als neues Mitglied in die Vereinten Nationen     |         |
| 250    | 27. April     | Situation im Nahen Osten                                                |         |
| 251    | 2. Mai        | Situation im Nahen Osten                                                |         |
| 252    | 21. Mai       | Situation im Nahen Osten                                                |         |
| 253    | 29. Mai       | Situation in Südrhodesien                                               |         |
| 254    | 18. Juni      | Situation auf Zypern                                                    | UNFICYP |
| 255    | 19. Juni      | Atomwaffensperrvertrag                                                  |         |
| 256    | 16. August    | Situation im Nahen Osten                                                |         |
| 257    | 11. September | Aufnahme Swasilands als neues Mitglied in die Vereinten Nationen        |         |
| 258    | 18. September | Situation im Nahen Osten                                                |         |
| 259    | 27. September | Situation im Nahen Osten                                                |         |
| 260    | 6. November   | Aufnahme Äquatorialguineas als neues Mitglied in die Vereinten Nationen |         |
| 261    | 10. Dezember  | Situation auf Zypern                                                    | UNFICYP |
| 262    | 31. Dezember  | Situation im Nahen Osten                                                |         |